# Vertyikal

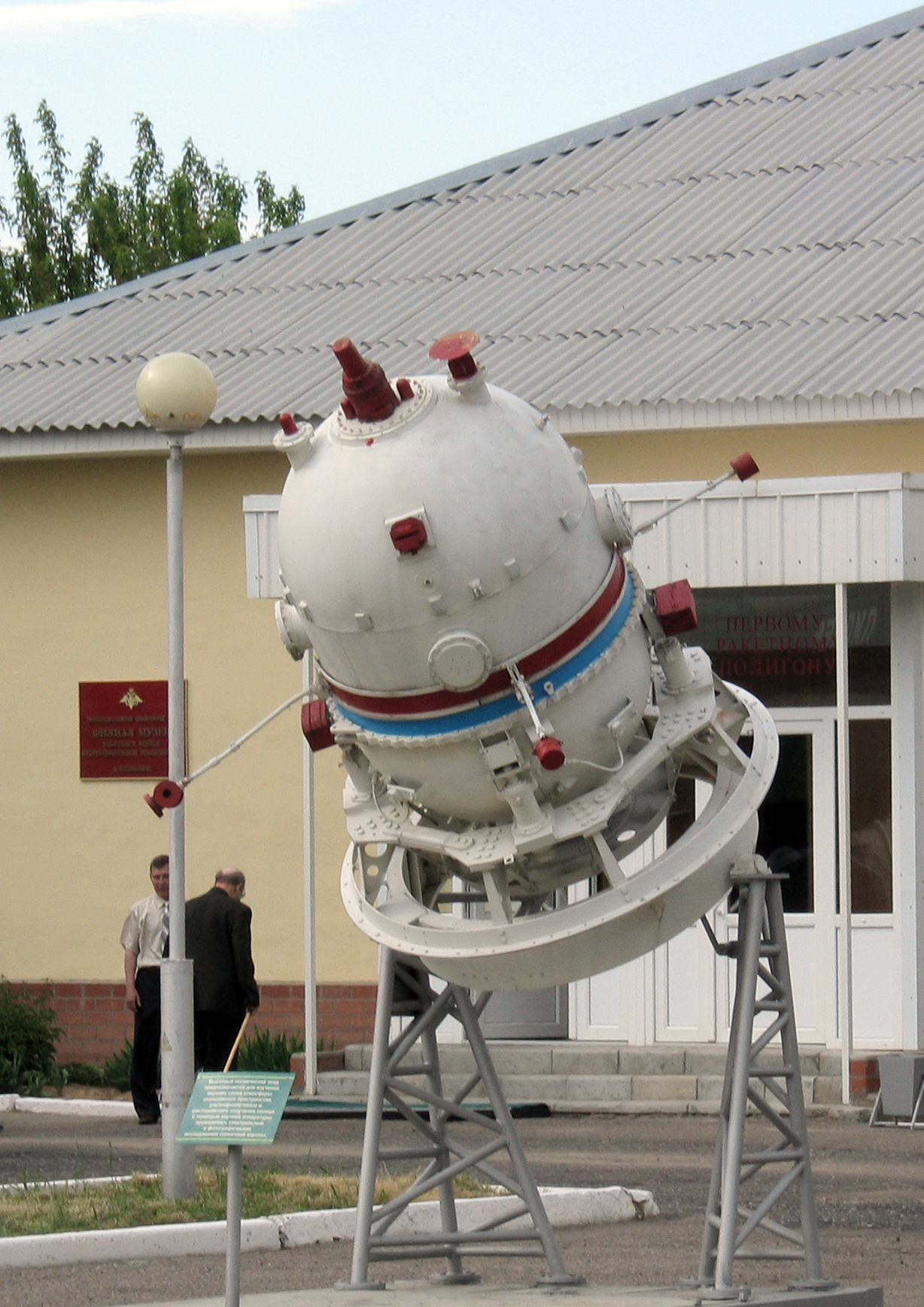
A Vertyikal-programban a K65UP rakétán alkalmazott magassági atmoszféraszonda Kapusztyin Jar rakétalőtéren, Znamenszk városában kiállítva

A Vertyikal az 1970-es, 1980-as években az Interkozmosz együttműködés keretében indított geofizikai rakétaszondákkal folytatott űrkutatási program. Az elnevezést az indított rakéták megnevezésére is használták. A Szovjetunióban 1970–1983 között 11 Vertyikal kutatórakétát indítottak az atmoszféra felső rétegeinek, valamint az ionoszféra és a napsugárzás tanulmányozása céljából.

## Története
A Vertyikal-program keretében végrehajtott első két indításhoz, a Vertyikal–1-hez és a Vertyikal–2-höz a folyékony hajtóanyagú, egyfokozatú R–5M közepes hatótávolságú ballisztikus rakéták módosított változatát, az R–5V-t használták fel. A rakéta 1300 kg körüli tömegű magaslégköri szondát szállíthatott. A magassági szondát a KAUR–1 műholdplatform nyomásálló műszertartályából alakították ki. Az R–5 rakéta tervezését és fejlesztését, valamint az űrkutatási célra történt átalakítását is a Koroljov vezette OKB–1 tervezőirodában végezték. Az R–5V rakétákkal 1964-től folytattak indításokat, kezdetben részleges sikerrel. A Vertyikal-program keretében, Vertyikal–1 néven először 1971-ben végeztek indítást. Az R–5V következő indítására Vertyikal–2 néven 1971-ben került sor. Ezt követően a R–5V rakétákat nem alkalmazták tovább.
Az 1970-es évek közepétől kezdték el használni a Vertyikal-programban a K65UP típusú rakétaszondákat. Ez a rakéta az ukrajnai Dnyipropetrovszkban működő Juzsnoje (ma: Pivdenne) tervezőirodában Mihail Jangel irányításával kifejlesztett és a Juzsmas (ma: Pivdenmas) vállalat által gyártott R–14U egyfokozatú, folyékony hajtóanyagú, közepes hatótávolságú ballisztikus rakétán alapult. Az átalakítást az omszki Poljot Termelési Egyesülés végezte.

## Indítások
A Vertyikal-program keretében 1970–1983 között 11 indításra került sor. Mindegyik indítást Kapusztyin Jar rakétakísérleti lőteréről hajtották végre. Az első két szonda esetében R–5V rakétát, a többi esetében K65UP rakétát használtak. A kutatási programban az Interkozmosz együttműködés keretében a Szovjetunión kívül részt vett Bulgária, Csehszlovákia, az NDK, Lengyelország és Magyarország.

## Külső hivatkozások
- Az K65UP (R–14V) rakéta jellegrajza (a képen középen)
- A Vertyikal–4 az indítóállásban
- Fénykép a magaslégköri szonda visszatérő konténeréről